# Latrodectus tredecimguttatus
Latrodectus tredecimguttatus (Rossi, 1790), comunemente nota come malmignatta, o vedova nera mediterranea, è un ragno appartenente alla famiglia Theridiidae e al genere Latrodectus, genere a cui appartengono ragni dal veleno potenzialmente letale per gli esseri umani se non trattato nell'immediato, come ad esempio quello della vedova nera.

## Descrizione
Il corpo, che nella femmina può raggiungere i 15 mm, è contraddistinto dalla presenza di 13 macchie rosse. 
Questa colorazione, esibita a scopo di avvertimento contro i predatori, rappresenta un chiaro esempio di aposematismo nel mondo animale.

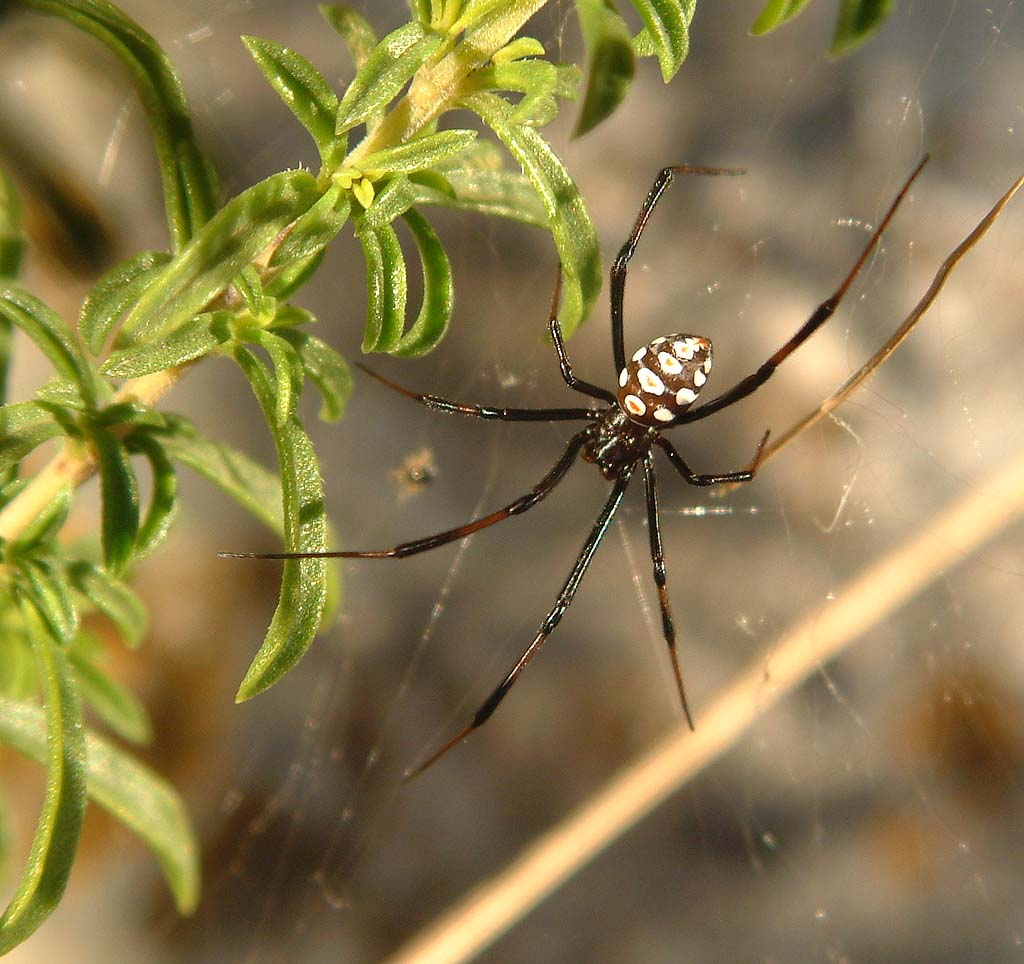
Maschio di L. tredecimguttatus

## Distribuzione
La specie è stata reperita dal Mediterraneo alla Cina.

### In Italia
In Italia è, assieme al ragno violino, una delle poche specie il cui morso può rivelarsi molto pericoloso per gli umani.
Si trova in Liguria, Toscana, Lazio, Campania, Basilicata, Calabria, Sicilia, Puglia, Sardegna e Marche.
In Italia sono stati in tutto quattro i possibili episodi di morte imputabili a questo ragno, di cui due in provincia di Genova avvenuti nel 1987.
In merito alla diffusione lungo il versante Adriatico orientale, il tipo di habitat favorevole rende verosimile che possa essersi spinta fino al Carso triestino, per quanto l'avvistamento più vicino sia avvenuto nell'Istria settentrionale, a circa 30 km da Trieste.

#### Denominazioni regionali
Prende anche il nome di arza o argia in Sardegna e anticamente veniva chiamato ragno volterrano, falange volterrana o bottone nell'alto Lazio e a nord di Roma.

## Habitat
Vive in ragnatele molto resistenti e dalla forma irregolare in zone a macchia mediterranea bassa, spesso aride e pietrose, fra sassi e muretti; molto raramente lo si può trovare nelle vicinanze delle case di campagna.

## Rapporti con l'uomo
Il morso della femmina, meno pericoloso di quello della specie americana (la vedova nera - Latrodectus mactans), non è doloroso. Provoca sudorazione, nausea, conati di vomito, febbre, cefalea, forti crampi addominali: nei casi più gravi perdita di sensi e raramente la morte. Resta pericoloso per i bambini data la loro minor massa corporea. In pericolo sono anche gli anziani e gli adulti debilitati. Può provocare nei soggetti allergici shock anafilattico.

## Tassonomia
Non sono stati esaminati esemplari di questa specie dal 2005.
A dicembre 2014 non sono note sottospecie.